# جوليا سيسكو
جوليا سيسكو (بالإنجليزية: Julia Csekö)‏ هي فنانة ومديرة فنية عملت في العديد من المنظمات الثقافية غير الربحية والثقافية، ومنها متحف الفنون الجميلة في بوسطن .
تعمل في وسائط متنوعة، ومنها الرسم والنحت والأداء، وتستشهد بمفهوم أغورا اليونانية كمصدر إلهام لأدائها. وهي تسعى لخلق تجارب حيث «يشغل المؤدي والمشاهد والابتكار والاستهلاك نفس المساحة». [بحاجة لمصدر] يمكن رؤية أحدث لجنة فنية عامة لها في وسط مدينة بوسطن في وينتر بليس.  

## روابط خارجية
الموقع الرسمي.